# Fabian Giefer
Fabian Giefer, né le 17 mai 1990 à Adenau en Allemagne, est un footballeur allemand qui évolue au poste de gardien de but au Kickers Wurtzbourg.

## Biographie
Fabian Giefer grandi dans la campagne de Freilingen à Blankenheim. Il commence le football au FC Oberahr puis au TuRa Lommersdorf avant d'être repéré en 2003 par le Bayer Leverkusen à l'âge de 13 ans.

### Bayer Leverkusen
Le 23 février 2008, alors qu'il évolue en U19, il est appelé pour la première fois en équipe première pour le match contre Schalke 04, il n'entre toutefois pas en jeu. Le 6 novembre 2009, à la suite du forfait de René Adler, il dispute son premier match de Bundesliga face à l'Eintracht Francfort (victoire 4-0). Le 1er décembre 2010, il fait ses débuts sur la scène européenne en Ligue Europa contre le club norvégien de Rosenborg (victoire 1-0).
En 2012, à la suite du recrutement de Bernd Leno, Fabian Giefer quitte le Bayer Leverkusen après neuf années passées au club, pour obtenir davantage de temps de jeu. Le Bayern Munich lui propose alors un contrat pour devenir la doublure de Manuel Neuer, mais le jeune gardien préfère rejoindre le Fortuna Düsseldorf où il a l’assurance d’être titulaire.

### Fortuna Düsseldorf

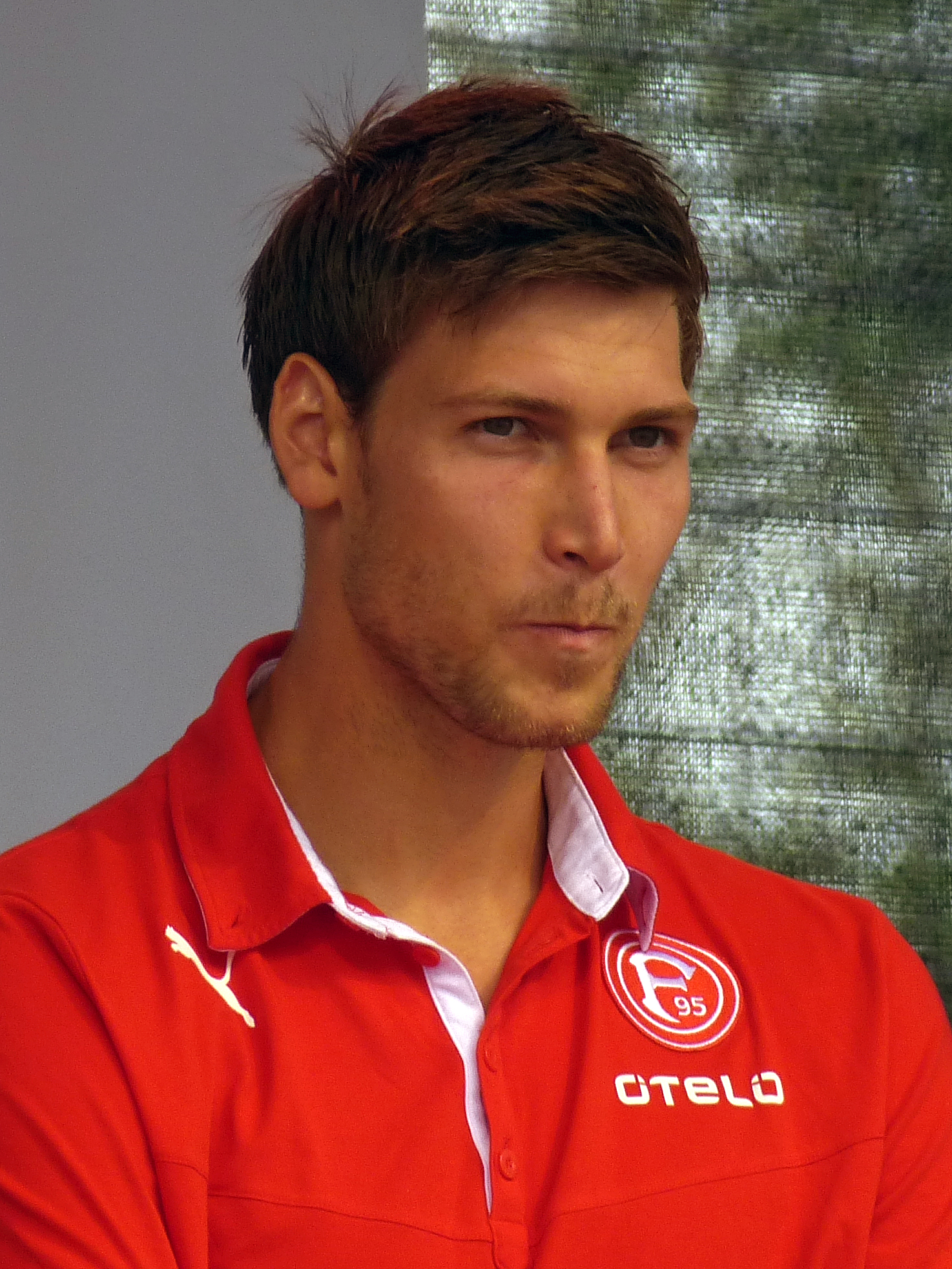
Fabian Giefer sous les couleurs du Tuna, en 2013.

Il signe un contrat jusqu'en juin 2014.
Il dispute et remporte son premier match avec le Tuna le 19 août 2012 contre Burghausen en Coupe d'Allemagne. Le 16 février 2013, contre Greuther Fürth, il s'illustre en réalisant une passe décisive pour son coéquipier Axel Bellinghausen qui inscrira l'unique but du match.
Malgré une saison pleine, le club est relégué en deuxième division pour l'année suivante.
En janvier 2014, il annonce ne pas vouloir prolonger son contrat à la suite des contacts avec le direct sportif de Schalke 04, Horst Heldt.

### Schalke 04
En mai 2014, Schalke 04 annonce la signature pour trois saisons de Fabian Giefer. Il concurrencera Ralf Fährmann à la suite des départs de Timo Hildebrand et Lars Unnerstall, parti lui dans le sens inverse après un prêt au FC Aarau.
Il se blesse aux adducteurs très tôt durant la saison et devra attendre le 30 janvier 2015 pour disputer son premier match avec ses nouvelles couleurs face à Hanovre 96 (victoire 1-0). Le match suivant, face au Bayern Munich, il se reblesse aux adducteurs et est remplacé à la mi-temps par Timon Wellenreuther. Cette nouvelle blessure le privera de la double confrontation face au Real Madrid en huitièmes de finale de la Ligue des champions. Il reprendra l'entraînement général au cours de la saison suivante, après une opération et de longs mois d’absence.

### Prêt à Bristol City
Le 19 janvier 2017, il est prêté à Bristol City.

### FC Augsbourg
En juin 2017, il s'engage avec le FC Augsbourg avec un contrat de quatre ans.

### Équipe d'Allemagne
Fabian Giefer dispute la Coupe du monde des moins de 17 ans 2007 avec l'équipe d'Allemagne, où lui et son équipe finiront troisièmes.
Entre 2011 et 2012, il est appelé avec les espoirs mais ne dispute aucune rencontre.

## Statistiques
| Saison                | Club                  | Championnat           | Championnat | Championnat | Coupe(s) nationale(s) | Coupe(s) nationale(s) | Compétition(s) continentale(s) | Compétition(s) continentale(s) | Compétition(s) continentale(s) | Total | Total |
| Saison                | Club                  | Division              | M.          | B.          | M.                    | B.                    | Comp.                          | M.                             | B.                             | M.    | B.    |
| 2009-2010             | Bayer Leverkusen      | Bundesliga            | 3           | 0           | -                     | -                     | -                              | -                              | -                              | 3     | 0     |
| 2010-2011             | Bayer Leverkusen      | Bundesliga            | 2           | 0           | -                     | -                     | C3                             | 2                              | 0                              | 4     | 0     |
| 2011-2012             | Bayer Leverkusen      | Bundesliga            | 1           | 0           | -                     | -                     | C1                             | -                              | -                              | 1     | 0     |
| Sous-total            | Sous-total            | Sous-total            | 6           | 0           | -                     | -                     | -                              | 2                              | 0                              | 8     | 0     |
| 2012-2013             | Fortuna Düsseldorf    | Bundesliga            | 34          | 0           | 3                     | 0                     | -                              | -                              | -                              | 37    | 0     |
| 2013-2014             | Fortuna Düsseldorf    | 2. Bundesliga         | 30          | 0           | 1                     | 0                     | -                              | -                              | -                              | 31    | 0     |
| Sous-total            | Sous-total            | Sous-total            | 64          | 0           | 4                     | 0                     | -                              | -                              | -                              | 68    | 0     |
| 2014-2015             | Schalke 04            | Bundesliga            | 2           | 0           | -                     | -                     | C1                             | -                              | -                              | 2     | 0     |
| 2015-2016             | Schalke 04            | Bundesliga            | -           | -           | -                     | -                     | C3                             | -                              | -                              | 0     | 0     |
| 2016-2017             | Schalke 04            | Bundesliga            | -           | -           | -                     | -                     | C3                             | 1                              | 0                              | 1     | 0     |
| Sous-total            | Sous-total            | Sous-total            | 2           | 0           | -                     | -                     | -                              | 1                              | 0                              | 3     | 0     |
| 2016-2017             | Bristol City (prêt)   | Championship          | 10          | 0           | 1                     | 0                     | -                              | -                              | -                              | 11    | 0     |
| Sous-total            | Sous-total            | Sous-total            | 10          | 0           | 1                     | 0                     | -                              | -                              | -                              | 11    | 0     |
| 2017-2018             | FC Augsbourg          | Bundesliga            | -           | -           | -                     | -                     | -                              | -                              | -                              | 0     | 0     |
| 2018-2019             | FC Augsbourg          | Bundesliga            | 4           | 0           | -                     | -                     | -                              | -                              | -                              | 4     | 0     |
| 2019-2020             | FC Augsbourg          | Bundesliga            | -           | -           | -                     | -                     | -                              | -                              | -                              | 0     | 0     |
| Sous-total            | Sous-total            | Sous-total            | 4           | 0           | -                     | -                     | -                              | -                              | -                              | 4     | 0     |
| 2020-2021             | Kickers Wurtzbourg    | 2. Bundesliga         | 12          | 0           | -                     | -                     | -                              | -                              | -                              | 12    | 0     |
| Sous-total            | Sous-total            | Sous-total            | 12          | 0           | 0                     | 0                     | -                              | -                              | -                              | 12    | 0     |
| Total sur la carrière | Total sur la carrière | Total sur la carrière | 98          | 0           | 5                     | 0                     | -                              | 3                              | 0                              | 106   | 0     |

## Palmarès

### En club
Fabian Giefer est vice-champion d'Allemagne avec le Bayer Leverkusen en 2011.

### En sélection
Fabian Giefer fini troisième de la Coupe du monde des moins de 17 ans 2007 avec l'équipe d'Allemagne.